# Ocynectes modestus
Ocynectes modestus — вид скорпеноподібних риб родини Бабцеві (Cottidae).

## Поширення
Морський, демерсальний вид, що поширений на північному заході  Тихого океану біля берегів  Японії.

## Опис
Рибка сягає завдовжки 7 см.